# モーリッツ・フォン・デア・プファルツ
モーリッツ・フォン・デア・プファルツ（独語:Moritz von der Pfalz）またはモーリス・オブ・ザ・ライン（英語:Maurice of the Rhine, 1620年12月17日 - 1652年9月、おそらく13日から16日の間）は、ドイツのプファルツ＝ジンメルン家の公子で、清教徒革命（イングランド内戦）期のイングランドの軍人。父はプファルツ選帝侯フリードリヒ5世、母はイングランド王・スコットランド王ジェームズ1世の娘であるエリザベス・ステュアート。
母を通じイングランド王チャールズ2世・ジェームズ2世兄弟は母方の従弟で、イギリス王兼ハノーファー選帝侯ジョージ1世は甥に当たる。

## 生涯

### 生い立ち
プファルツ選帝侯フリードリヒ5世とその妻エリザベス・ステュアートの間の第5子、四男としてキュストリン（現在のポーランド領ルブシュ県コストシン・ナド・オドロン）に生を享けた。父が1618年にボヘミアの対立王に選ばれたために、プファルツ＝ジンメルン家は三十年戦争に巻き込まれて亡命生活を余儀なくされていた。一時はスウェーデン海軍に所属している。

### 渡英
1636年に次兄ルパート（ループレヒト）と一緒に渡英したことがあるが、1642年に第一次イングランド内戦が勃発すると、8月初めに次兄と一緒にオランダから渡英して母方の叔父のイングランド王チャールズ1世を支持する王党派（騎士党）の忠誠篤いメンバーとなり、陸戦・海戦の別なく様々な戦いに参加した。一方、長兄カール1世からは次兄共々王党派への合流を非難されている。
エッジヒルの戦いやマーストン・ムーアの戦いにも従軍し、マーストン・ムーアで国王軍が議会派（円頂党）の軍隊によって壊滅的被害を受けた際も、兄と共に奇跡的に無傷で生還した。
1643年に王党派のラルフ・ホプトンが南西部のコーンウォールからデヴォンへ東進すると、国王からハートフォード侯ウィリアム・シーモアと共にホプトンの軍と合流すべくオックスフォードから派遣され、6月にホプトンと合流した。7月に一旦救援を求めてハートフォード侯と共にオックスフォードへ戻り、ウィルモット男爵ヘンリー・ウィルモットとジョン・バイロンが率いる援軍を連れてホプトンと再度合流、7月13日のラウンドウェイ・ダウンの戦いでウィリアム・ウォラー・アーサー・ヘジルリッジら議会派の軍に勝利した。しかし麾下の騎兵隊は勇敢ながら略奪で悪名高く、ホプトンの悩みの種になっていた。
それから兄とも合流を果たしてブリストルを包囲・陥落させた後は西部の指揮官になり、ドーセットを平定したカーナーヴォン伯爵ロバート・ドーマーの下へ派遣されたが、部隊が現地略奪したためカーナーヴォン伯と不和になり国王へ訴えられたが罪に問われず、カーナーヴォン伯に代わりデヴォンの諸港攻略に向かった（カーナーヴォン伯はグロスターを包囲している国王軍に合流）。9月4日にエクセターを占領、プリマスは落とせなかったが10月6日にダートマスも降伏させ、順調に港を攻略させていった。1644年2月1日にチャールズ1世がモントローズ侯爵ジェイムズ・グラハムに宛てた任命状で、モーリッツはスコットランドにおける王党派の総大将に任命されたが（モントローズ侯は副将）、13日のモントローズ侯宛ての国王の手紙で取り消された。
だが、3月中旬からライム・レジスを包囲して何度も街を攻撃したが、ロバート・ブレイクら議会派の守備隊に阻まれ、海上からウォリック伯ロバート・リッチら海軍の補給も阻止出来ず、6月15日に包囲を解いてエクセターへ撤退した。10月27日の第二次ニューベリーの戦いではスピーンの村と丘を守備していたが、ウィリアム・バルフォアとフィリップ・スキッポンの議会軍に襲撃されてスピーンを奪われ、戦闘自体は議会軍の不首尾で引き分けに終わったが、翌1645年2月に徴兵中心地に使っていたシュルーズベリーを不在の間に議会軍に落とされ、3月に救援へ向かったチェシャーで略奪を働き苦情が報告されている。以後は兄と共に遊撃部隊を率いてウェールズの守備に努めた。
やがて兄がチャールズ1世および側近のディグビー男爵ジョージ・ディグビーと対立すると、兄に味方して国王に抗議したため、ネイズビーの戦いで敗れた後の国王はモーリッツが守備していたウスターを避けてニューアークへ向かった。10月に兄と一緒にニューアークの国王に直接会って抗議したが受け入れられずニューアークを去り、1646年6月にオックスフォードが降伏するにおよんで議会派から国外退去を言い渡された。

### 海賊へ
1649年のチャールズ1世の処刑後、王党派によって兄と共に海軍中将に任命され、小規模な艦隊を任されたが、その任務とはイングランド共和国と大陸諸国との通商を妨害することであった。この小艦隊は1651年、議会派のロバート・ブレイク提督によって壊滅させられた。その後は兄と一緒に本格的に海賊として暮らすようになった。
1652年9月中旬、モーリッツの率いる海賊船は西インド諸島沖で暴風雨に見舞われ、モーリッツはそのまま消息不明となった。モーリッツの失踪には別の伝説がある。ペルーとメキシコの間にあるという大量の財宝を発掘するためフランスの海港を出発したが、すぐにベルベル人海賊に襲われてアルジェに連行され、そしてそのままアフリカの奥地へと連れ去られたというものである。

## 系譜
| モーリッツ | 父: フリードリヒ5世 (プファルツ選帝侯) | 祖父: フリードリヒ4世 (プファルツ選帝侯) | 曽祖父: ルートヴィヒ6世 (プファルツ選帝侯) |
| モーリッツ | 父: フリードリヒ5世 (プファルツ選帝侯) | 祖父: フリードリヒ4世 (プファルツ選帝侯) | 曽祖母: ヘッセン方伯女エリーザベト         |
| モーリッツ | 父: フリードリヒ5世 (プファルツ選帝侯) | 祖母: ルイーゼ・ユリアナ                 | 曽祖父: ウィレム1世 (オラニエ公)           |
| モーリッツ | 父: フリードリヒ5世 (プファルツ選帝侯) | 祖母: ルイーゼ・ユリアナ                 | 曽祖母: モンパンシエ公女シャルロット       |
| モーリッツ | 母: エリザベス                         | 祖父: ジェームズ1世 (イングランド王)     | 曽祖父: ヘンリー・ステュアート             |
| モーリッツ | 母: エリザベス                         | 祖父: ジェームズ1世 (イングランド王)     | 曽祖母: メアリー (スコットランド女王)      |
| モーリッツ | 母: エリザベス                         | 祖母: アン                               | 曽祖父: フレゼリク2世 (デンマーク王)       |
| モーリッツ | 母: エリザベス                         | 祖母: アン                               | 曽祖母: メクレンブルク公女ゾフィ―          |